# Architettura moghul
L'architettura moghul, un amalgama di architettura islamica, persiana e indiana, rappresenta in architettura le caratteristiche stilistiche distintive sviluppate dai Moghul durante il XVI e XVII secolo nei territori attualmente appartenenti a India, Pakistan, e Bangladesh.

## Acquisizioni dall'architettura pre-moghul
Numerosi elementi presenti nell'architettura indiana precedente all'epoca moghul verranno ripresi durante l'epoca imperiale. In particolare si ricordano:
- l'utilizzo dell'arenaria rossa e del marmo bianco;
- la formula della sala sovrastata da cupola e addossata all'iwan, di derivazione iranico;
- la presenza di grate a chiusura delle finestre;
- l'utilizzo di piattaforme per sopraelevare alcuni edifici, elemento di derivazione indù;
- la pianta-tipo della moschea indiana, caratterizzata da un grande cortile, una sala di preghiera oblunga a una sola navata divisa in vari settori voltati a cupola;
- il pishtâk, proveniente dal mondo iranico;
- i chhatri, piccoli chioschi aperti sormontati da cupola;
- i chajjâ, pensiline poggianti su mensole per proteggere dal sole o dalla pioggia;
- i jharokhâ, o finestre di rappresentanza, che, come suggerisce il nome, sono finestre o comunque elementi architettonici appositamente dedicati alle apparizioni ufficiali dell'imperatore;
- la decorazione con piastrelle di ceramica, provenienti sia dalla tradizione rajput che islamica;
- la presenza di alcuni motivi di decorazione, come la stella a sei punte.

## L'architettura sotto Babur (1526–1530) e Humayun (1530–1540 e 1555–1556)
Poche opere superstiti di questo periodo, seppur degne di particolare interesse, sono giunte fino a noi da questo periodo. 
Babur è ricordato come colui che ha introdotto in India il chahar bagh (in persiano چهارباغ‎, chahār bāgh), ossia la divisione in quattro settori lungo due assi principali perpendicolari. Ciononostante, non esistono edifici collegabili alla sua opera di mecenatismo.
Humayun è celebre invece per aver comandato la fortezza di Din Panâh a Delhi nel 1533. È certo il suo patrocinio alla costruzione di diversi edifici, ma è difficile poter distinguere questi da quelli voluti da Sher Shah Suri – in Persiano شیر شاہ سوری – Šīr Šāh Sūrī – (1486-1545), che regnò tra il 1540 e il 1545 e non era Moghul.
Si pensa che abbia fatto fortificare il Purana Qila (vecchio forte) della fortezza di Din Panah, alla quale avrebbe anche aggiunto una moschea, la moschea Qalʿai Kunah: è già presente in questi monumenti, lo stilema della stella a sei punte, ma rappresentata ancora con caratteristiche pre-moghul. Sono combinati all'interno della moschea tratti mediorientali (la pianta a unica aula, l'accostamento di arenaria rossa e marmo bianco) con caratteri indù (balconi, linee sinuose, coperture piane). Sher Shah ha anche commissionato una tomba monumentale nel Bihar, costruita tra il 1538 e il 1545 su pianta ottagonale, a tre livelli, dalle imponenti dimensioni di 41,5 m di diametro.

## Il regno di Akbar (1556–1605)

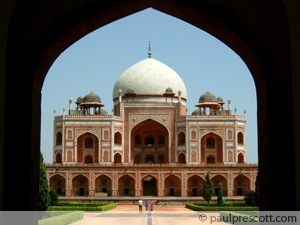
La tomba di Humayun a Delhi.

Il primo grande monumento fatto costruire da Akbar, la tomba per il padre Humayun a Delhi, è edificato al centro di un grande giardino in chahar bagh, all'incrocio dei due assi principali. La tomba è costruita su una piattaforma dal lato di 99 metri e altezza di 6,50 che comprende in totale 124 camere voltate, tombe a loro volta di altrettanti principi e principesse moghul vissuti tra il XVI e il XIX secolo. Caratterizzata da arenaria rossa e marmo bianco, la tomba sviluppa una pianta centrale comune ai Moghul e definita in Iran hasht bihisht, ossia degli otto paradisi: otto spazi circostanti un nono centrale. La tomba si sviluppa su due livelli e mescola influenze timuridi (presenza dell'iwan, decorazione con stella a sei punte) e indù. Tale tipo di mescolanza di elementi è comune sotto Akbar, sottolineando ulteriormente la sua apertura di spirito.
Mentre Delhi fu la capitale del suo predecessore, Akbar dapprima scelse Agra (rinominata in via provvisoria Akbarabad, la città di Akbar), poi costruì una nuova città da zero, Fatehpur Sikri, a quaranta chilometri da Agra stessa. Sarà in seguito abbandonata nel 1585 in favore di Lahore fino al ritorno ad Agra nel 1598, lasciando in ognuna di queste città importante testimonianze architettoniche. Grande costruttore, Akbar promosse la costruzione di forti, palazzi e residenze secondarie anche in numerose altre città.

### Agra
Agra sorge, a duecento chilometri circa a sudest di Delhi, lungo le rive del fiume Yamuna. Esisteva già una fortezza in loco quando Akbar scelse la città come sua nuova capitale: dalla pianta irregolare, più o meno semicircolare, era stata costruita dai Lodis. Il sovrano moghul vi si installò per procedere dunque ad aggiustamenti e ammodernamenti: iniziò così, nel 1565, a rimpiazzare le mura in mattoni con arenaria rossa, laddove si apre a ovest la porta di Amar Singh. Questa sarà in seguito rivestita esteriormente, come tutta la cinta muraria, sotto il regno di Aurangzeb, ma la porta interna è rimasta ancora oggi come ai tempi del regno di Akbar, decorata con ceramiche di vetro blu. Una seconda porta, la porta di Delhi, interrompe il muro a ovest.
Molti edifici sono stati costruiti nella fortezza, oltre cinquecento da Abu'l-Fazl, ma la maggior parte di questi fu distrutta sotto Shah Jahan. Tuttavia, il Taj Jahangiri, l'edificio principale dello Zenana (o gineceo), la sezione riservata alle donne, sembra essere sopravvissuto. Nonostante il nome, sarebbe in realtà il più antico edificio di questo forte Mughal. È organizzato a pianta quadrata intorno a due cortili circondati da portici, agli angoli dei quali si trovano quattro torri poligonali. Una delle facciate è rivolta verso il fiume, mentre l'ingresso, in risalto, è situato dalla parte opposta. La decorazione è scolpita a rilievo in arenaria e marmo bianco intarsiato. Qui troviamo il gusto per il mix di influenze: mentre le colonne dei portici evocano i talar dell'Asia centrale, le mensole e il profilo sinuoso molto lavorato richiamano all'India indù pre-Mughal; i motivi scolpiti in pietra e stucco, infine, derivano dall'arte Timuride.
Un secondo edificio del forte di Agra, il Taj Akbari, è – come tradisce il nome – ovviamente stato patrocinato da Akbar. Organizzato come il precedente intorno ai grandi cortili centrali, è ora parzialmente distrutto, ma sembra avere molte caratteristiche in comune con il già citato Taj Jahangiri.

### Fatehpur Sikri

Panorama di Fatehpur Sikri.

Il trasferimento della capitale a Fathabad, "la città della vittoria", che diventerà Fatehpur Sikri, ebbe luogo nel 1571, dopo la vittoria contro i sultani del Gujarat. Il posto era già abitato: dove si estraeva la pietra arenaria, Babur aveva installato i suoi "giardini della vittoria" e vi sono inoltre una moschea e una piccola casa risalenti ai tempi di Humayun. Risiedeva nella città anche un mistico, Shaikh Salim Chishti (1479-1572) che Akbar amava visitare, specialmente durante i frequenti pellegrinaggi a Ajmer sulla tomba dello sceicco sufi Muʿīn al-Dīn Chishti. Oltre all'omaggio allo sceicco, però, altre motivazioni si sommavano: Akbar aveva infatti cercato di portare la corte in un luogo un po' appartato da Agra, che restava comunque la capitale economica e politica del paese (in particolare ad Agra si continuava a battere moneta) al fine di consolidare il proprio potere. Nel 1585, quando la situazione divenne più consolidata e la necessità di vivere in una città a parte risultava meno urgente, Fatehpur Sikri venne abbandonata.
La città è stata edificata intorno a un grande lago, su un altopiano, e circa una quarantina edifici sono pervenuti. Circondata da mura, la città contava una grande moschea, un caravanserraglio, la tomba dello sceicco Salim Chishti, un bazar, forse una zecca e diversi edifici palaziali (Diwan-i ʿAmm, Diwan-i Khass...).

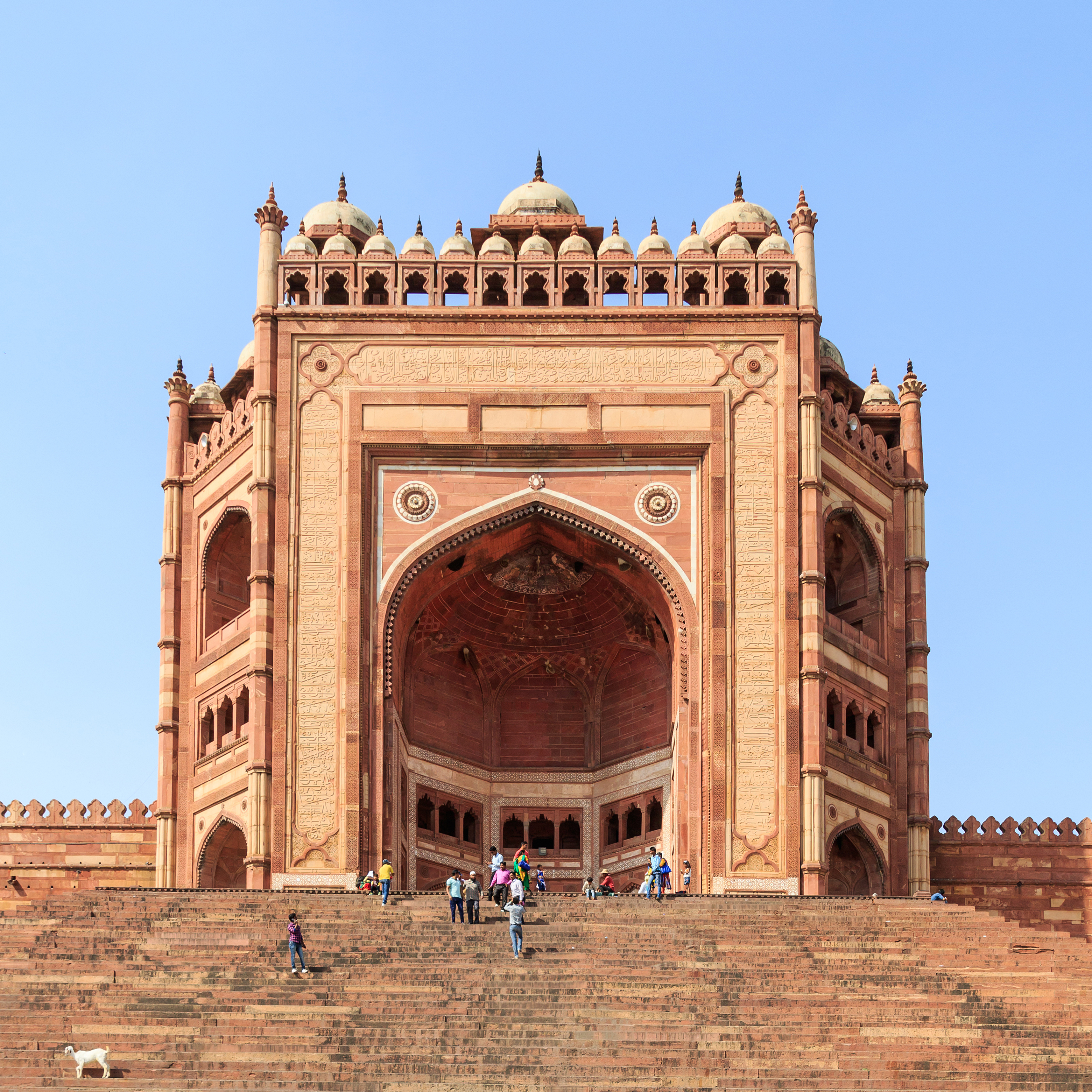
La porta Buland Darvaza

La Grande Moschea, una delle più grandi in India, può essere datata intorno agli anni 1573-1574. Stranamente, il suo ingresso è posto a ovest e non verso i quartieri del palazzo: il fatto non è ancora stato spiegato dai ricercatori, sebbene siano state elaborate alcune ipotesi. Il complesso si compone di un ampio cortile rettangolare (95 x 118 m) circondato da portici sormontati da piccole cupole. 

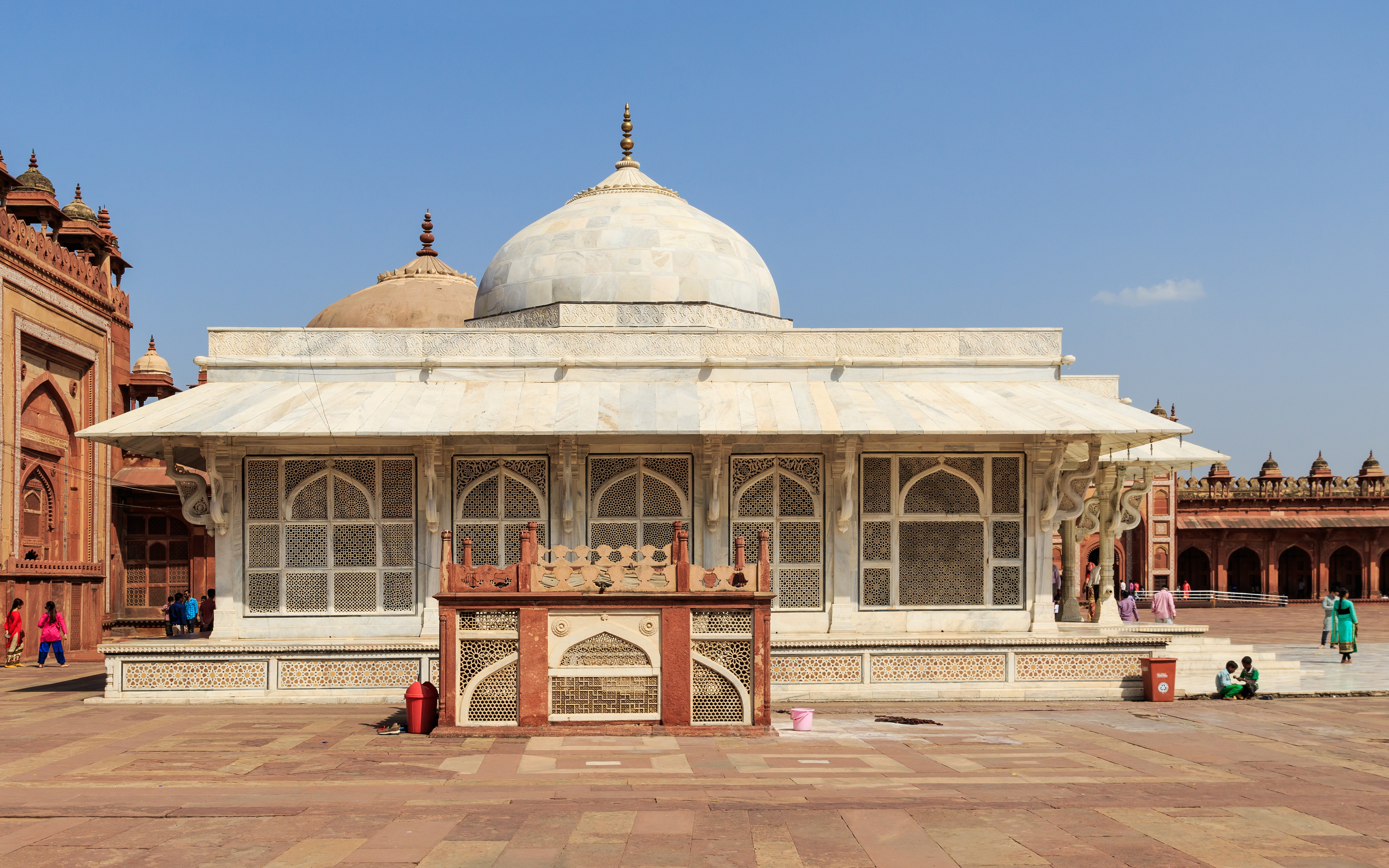
Tomba dello sceicco Salim Chishti

La facciata della sala della preghiera è divisa da un grande Iwan che conduce a un santuario con cupola circondato da due piccoli ambienti anch'essi coperti da cupole. Sull'asse della porta e della cupola principale, si trova all'esterno il santuario di Shaikh Salim. Due ingressi monumentali conducono alla moschea, il Badshahi Darvaza o Porta Imperiale, che conduce al palazzo, e la Darvaza Buland, cui si accede tramite una ripida scalinata e la cui pianta sviluppa il già citato tema del hasht in bihisht.
Nel cortile della moschea si trova un piccolo edificio a pianta quadrata (14,63 m di lato), interamente in marmo bianco. Si tratta della tomba destinata allo sceicco Salim Chishti, la cui sala centrale è schermata da grate complesse e lavorate, uno dei migliori esempi conosciuti di questo genere. La copertura del portico è sostenuta da eccezionali mensole a forma di serpente, mentre all'interno si trova un baldacchino di legno intarsiato con madreperla. L'uso del marmo bianco, senza associazione con l'arenaria rossa è fuori dal comune per il periodo storico di costruzione e ha portato a varie ipotesi: potrebbe esistere un modo per distinguere visivamente le tombe dei santi? Oppure, l'edificio potrebbe essere stato ricostruito esattamente (le mensole sono sicuramente datate al regno di Akbar), ma in marmo bianco in un secondo momento: la questione non è ancora risolta.
Il quartiere palaziale è un complesso di grandi dimensioni (340 x 275 m), diviso da quattro assi paralleli tagliati da sei assi perpendicolari, che formano così una sorta di griglia. I vari edifici sono organizzati secondo una successione di corti, fatto che pone talvolta qualche difficoltà a riconoscere la funzione delle singole costruzioni.

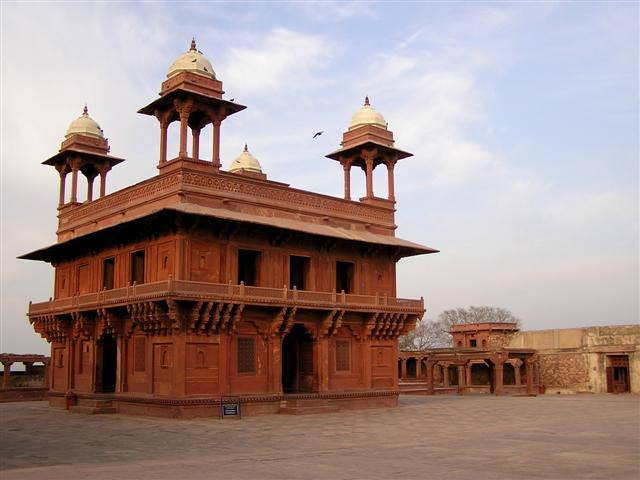
Il Diwan-i Khas di Fatehpur Sikri.

Il Diwan-i ʿAmm, o sala delle audizioni pubbliche, è una delle prime strutture del complesso e risulta terminato già nel 1573. Era utilizzato per ospitare udienze pubbliche, ma anche per feste private e di preghiera. C'è un jharôka al posto del miḥrāb tipico della moschea, destinato probabilmente a ricordare il luogo quasi divino scelto da Akbar, soprannominato "qibla del popolo." Il Diwan-i Khass, per contro, era forse l'edificio delle udienze private, ma non è garantito che questa fosse la destinazione d'uso originaria, in quanto i nomi sono stati dati durante il XIX secolo dai turisti britannici. Potrebbe trattarsi di un'incompiuta, alcuni ricercatori pensano che un'ulteriore cupola fosse destinata a sormontare il tutto; tuttavia, diversi altri studiosi, evidenziando le innovazioni e il sincretismo peculiare di questo periodo, tendono piuttosto a credere che il Diwan-i Khass fosse destinato a rimanere allo stato attuale.
All'interno, un pilastro dalla base poligonale e il capitello composto da due ordini di mensole sinuose potrebbe essere stata usata come trono per l'imperatore. È collegato in corrispondenza degli angoli da ponti, che sono a loro volta collegati tra loro da un corridoio.
Mentre la corte del pachisi si sviluppava come una scacchiera monumentale, un'altra corte, quella del Talao Anup era composta da un grande stagno e un piccolo edificio chiamato il palazzo del sultano di Turchia, dotato di una decorazione in bassorilievo con animali e uccelli che molto ricordano lo stile timuride.
Il palazzo di Jodhbai è uno dei più enigmatici. Avrebbe potuto essere stato realizzato infatti prima il regno di Akbar, dato che la sua decorazione interna è Rajput.
Da citare infine il Taj Panj, l'edificio più alto del complesso del palazzo, il cui nome significa cinque livelli. Esso si sviluppa infatti su cinque piani ipostili dalle colonne riccamente decorate.

## Il regno di Jahangir (1605–1627)

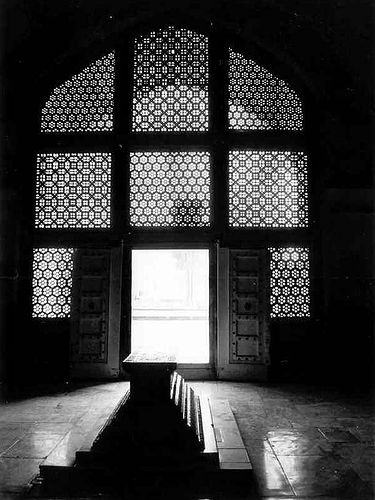
Interno della Tomba di Akbar, con il suo cenotafio

Jahangir mostrò interesse per l'architettura, e sotto il suo regno si svilupparono diverse importanti innovazioni che caratterizzarono quest'epoca di transizione tra i regni di Akbar e Shah Jahan.
Il primo monumento che si può attribuire al volere di Jahangir è il mausoleo di Akbar a Sikandra, terminato entro il 1613, ma probabilmente già iniziato sotto il regno dell'imperatore cui è dedicato. Tuttavia, le forme, molto diverse da quelle del regno di Akbar, dimostrano che la maggior parte della costruzione è stato curata sotto Jahangir, il quale, secondo i testi avrebbe di fatto conservato il possente basamento e dato il via alla costruzione dell'edificio vero e proprio.
Elevata su una grande piattaforma in mezzo a un giardino in chahar bagh (756 m²), questa tomba alta 30 metri è decisamente unica, e senza dubbio parzialmente incompiuta. L'accesso è possibile tramite la porta sud, mentre gli altri tre portali non sono attraversabili; la pianta riprende il tema dell'hasht bihisht. I quattro minareti che delimitano il monumento rappresentano una novità per il mondo moghul, anche se è conosciuta nel Deccan una porta caratterizzata dalla stessa distribuzione. La facciata presenta un pishtak, sormontato da un chatris, mentre l'interno è organizzato intorno a quattro livelli di spazi ipostili, come il Panch Mahal di Fatehpur Sikri. L'ultimo livello è costituito da un cortile aperto con finestre a lucernario e limitato da chatris, contenente un cenotafio a cielo aperto. Alcuni ricercatori ritengono che fosse originariamente prevista la copertura con una cupola, ma non è una soluzione da tutti condivisa: in effetti il cenotafio di Babur è anch'esso a cielo aperto.
Il patrocinio di Jahangir è presente anche nel Forte Lahore, quadrilatero e affacciato su giardini. Si può notare la presenza di un piccolo padiglione ottagonale su un laghetto, costruito in memoria di un'antilope. Jahangir si è anche ugualmente profuso nella ricostruzione della cinta, decorata con ceramica secondo un uso proveniente dal sud e divenuta caratteristica anche di questa regione, l'attuale Pakistan).
In Kashmir, Jahangir creò invece dei giardini, detti i Giardini Shalimar (Shalimar Bagh), il cui nome verrà in seguito ripreso da Shah Jahan, in particolare a Lahore e Delhi. Come la maggior parte dei giardini moghul, sono realizzati in pendenza, di modo tale che l'elevazione permettesse di vedere oltre le mura, e anche per poter creare una grande cascata. I percorsi sono leggermente sopraelevati, e agli incroci dei vari sentieri o dei canali si trovano edifici dalle svariate forme. I giardini sono suddivisi in tre parti: pubblici, semi-pubblici e privati.

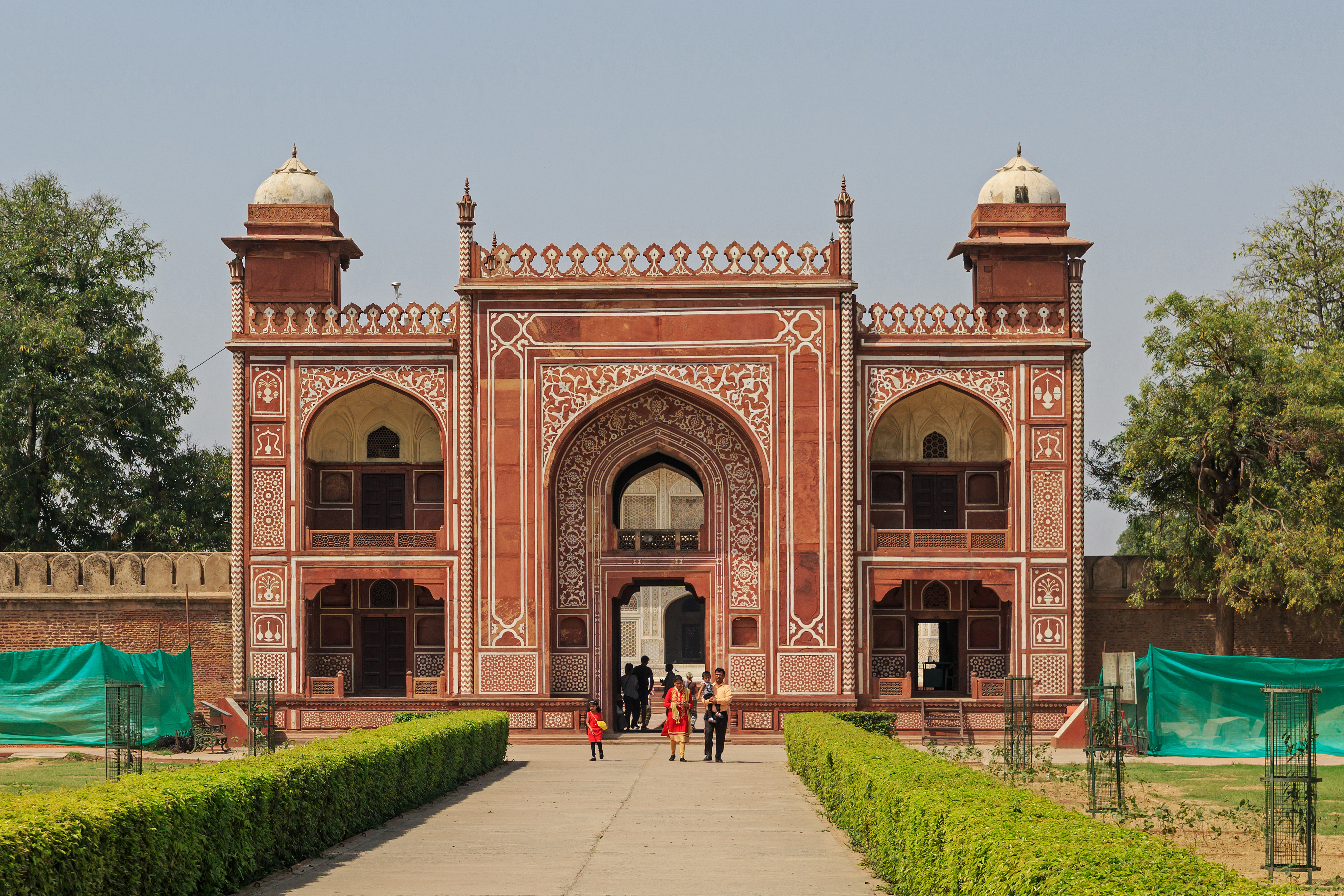
Uno degli accessi al mausoleo di I'timād-ud-Daulah.

La realizzazione più nota sotto il regno di Jahangir, tuttavia, non è dovuta a sua protezione personale: fu Nur Jahan – dodicesima e favorita moglie di Kahangir – a ordinare l'erezione del mausoleo del padre Iʿtimād al-Dawla ad Agra, costruito tra il 1621 e 1626. Situato su una piattaforma di arenaria rossa con intarsi in marmo bianco, al centro di un grande giardino Chahar Bagh, un padiglione di arenaria rossa e marmo bianco è visibile da ogni asse ed accessibile sia via fiume che via terra. Il mausoleo è costruito interamente in marmo bianco e decorato con intarsi di pietra arenaria rossa, apportando un'inversione del rapporto tra questi due materiali molto innovativa. Delimitato da quattro torri d'angolo ottagonali che fungono da minareto, come per il mausoleo di Akbar, la tomba forma un quadrato di 31 metri per lato, sormontato da un piccolo padiglione a cupola abbassata, tratto specifico dell'architettura mughal. La sua pianta è organizzata secondo la tipologia hasht bihisht, in cui lo spazio centrale è adibito a camera sepolcrale. Tre archi, ciascuno aperto su un lato, permettono l'accesso alla struttura.

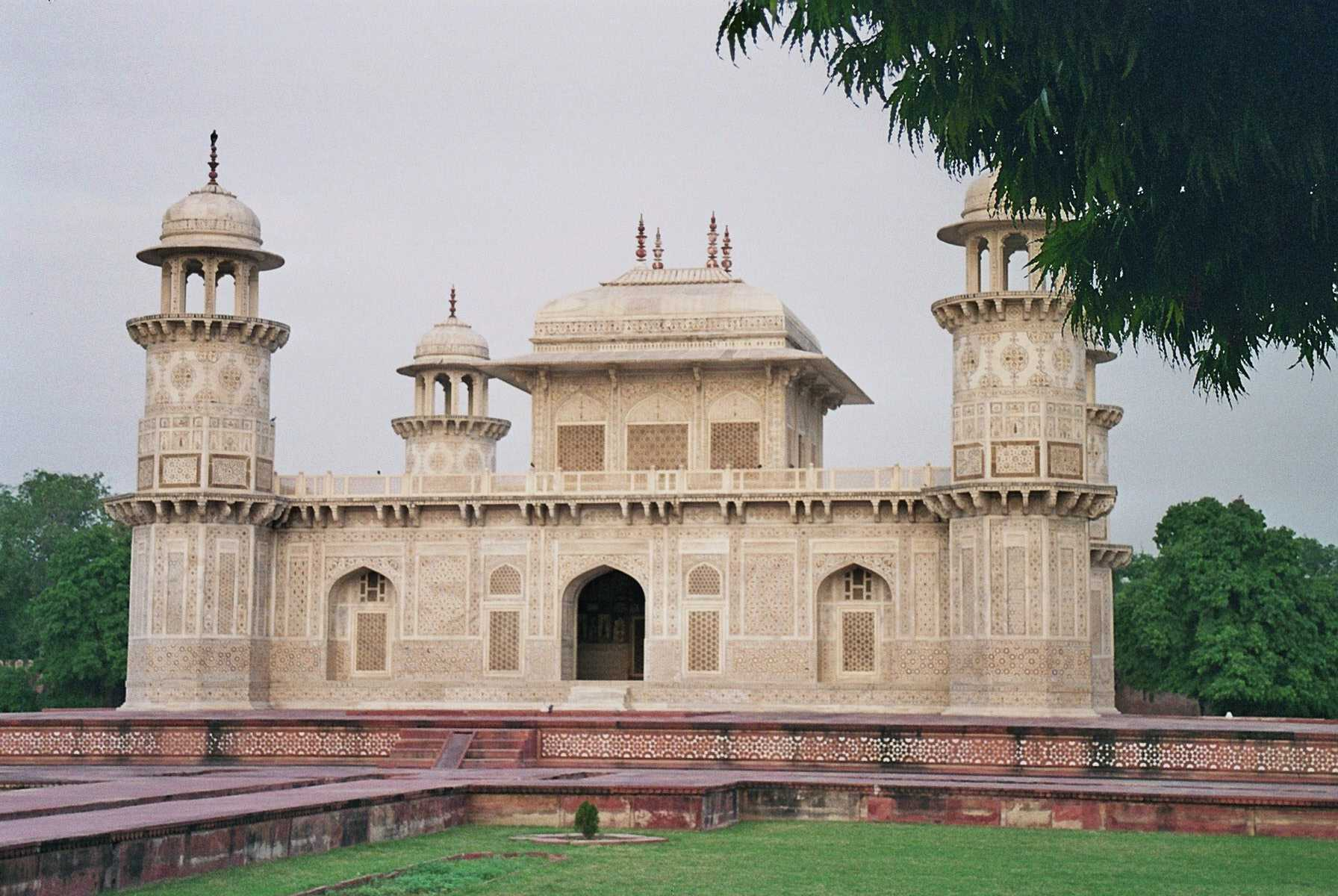
La tomba di I'timād al-Dawla.

Certamente la decorazione è la caratteristica più notevole di questo monumento. È eseguita con la tecnica della pietra dura, importata da Occidente attraverso doni diplomatici e commerciali. Tutte le superfici sono coperte e intarsiate con pietre colorate di estrema raffinatezza: motivi floreali e vegetali sono sviluppati con estrema sensibilità. 
Si ritrovano motivi provenienti in particolare dall'Iran, e influenze dalla sua arte grafica, come il motivo ad alberi di cipresso circondati da fiori. Ma un'altra tecnica decorativa è "ugualmente utilizzata: lo scavo di nicchie – dette Chini Khana – che tradiscono l'influenza dell'India indù e servivano forse per esporre oggetti di valore in porcellana cinese, metallo o pietre dure. Queste nicchie non sempre eran scavate nello stucco, ma potevano anche essere semplici incrostazioni, mostrando talvolta all'interno i profili di bottiglie piriformi o vasi. Infine, è da segnalare un'ultima decorazione: gli stucchi a ventaglio, che sono una innovazione proprio risalente al regno di Jahangir.
Un altro importante mausoleo risalente al regno di Jahangir è quello del sovrano stesso, situato a Lahore, la cui costruzione è stata curata da Nur Jahan. Si tratta di un piccolo padiglione situato su una gigantesca piattaforma, contornato da quattro minareti. Il cenotafio è in marmo intarsiato e forato per far entrare la luce nella camera sotto situata.
Fece inoltre costruire l'Hiran Minar a Sheikhupura, attuale Pakistan, dedicato al proprio cervo domestico.
L'architettura moghul sotto il regno Jahangir scopre tante innovazioni, come ad esempio il passaggio all'utilizzo del marmo bianco come materiale principale, la collocazione di torri d'angolo, i lavori in pietra dura e il gusto per mazzi di fiori e motivi floreali: tutti questi elementi preannunciano il regno di Shah Jahan e la sua esplosione architettonica.

## L'architettura moghul classica: il regno di Shah Jahan (1628-1657)
È sotto il regno di Shah Jahan che è possibile individuare il momento classico dell'architettura moghul. Questi stabilisce un programma architettonico molto ambizioso, il più vasto di tutta la storia dell'arte islamica: le principali manifestazioni di quest'arte sono rintracciabili nel Forte rosso di Agra, a Delhi, ad Ajmer, nel Kashmir, ecc. Questo classicismo si manifesta con diversi tratti peculiari – quali ad esempio l'importanza della simmetria – e utilizzando un repertorio di forme e modelli più standardizzato e limitato rispetto ai precedenti regni – come arco lobato – che si diffonde in tutto l'Impero. Il materiale preferito è ora il solo marmo bianco, senza arenaria rossa, ma decorato con stucchi e intarsi.

### Il Forte rosso di Agra

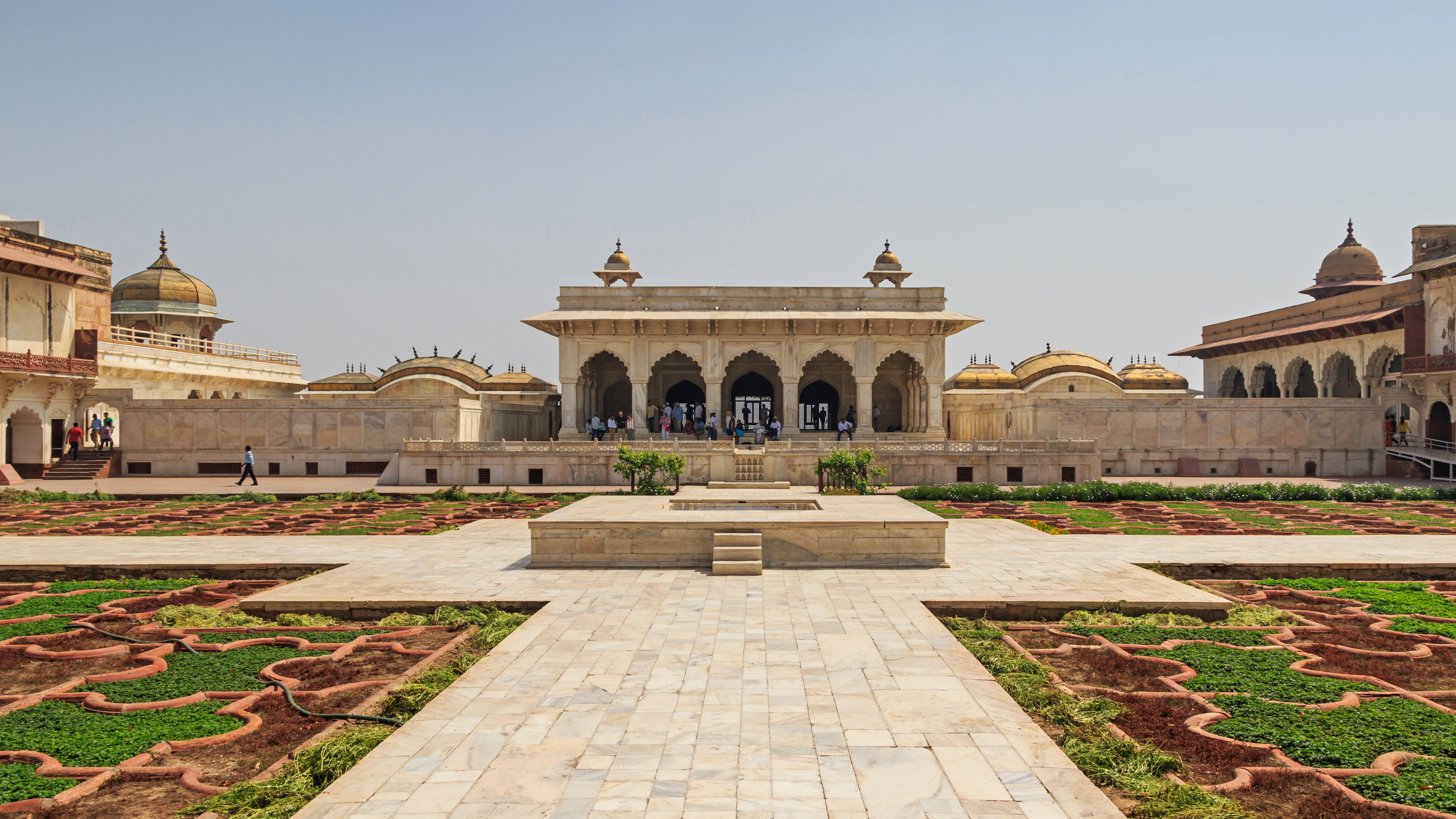
Il Diwan-i Khass del forte rosso di Agra visto dall'interno.

Shah Jahan ordinò diverse demolizioni all'interno del Forte di Agra, al fine di poter meglio ricostruirlo. Nella parte pubblica, organizza lo spazio circostante in tre corsi concentrici, a est una piattaforma sostiene l'edificio principale, la piattaforma è a sostegno della costruzione principale, il Diwan-i ʿAmm contenente il Chehel Sutun, una nuova aula per il tribunale pubblico. Qui, l'espressione Chehel Sutun (significante in persiano quaranta colonne) viene presa in senso letterale, dato che l'edificio contiene effettivamente quaranta sostegni. Come in alcune moschee, questa nuova sala in pietra arenaria rivestita di chuna è segnata da un asse centrale maggiore che conduce a un jharôka sopraelevato in marmo. Si noti la presenza di una caratteristica colonna del tipo di Shah Jahan con base a pannelli, il fusto a esagoni tagliati mentre la tipologia di capitello era variabile (a nido d'ape, sfaccettato, con decorazione floreale, ecc.).

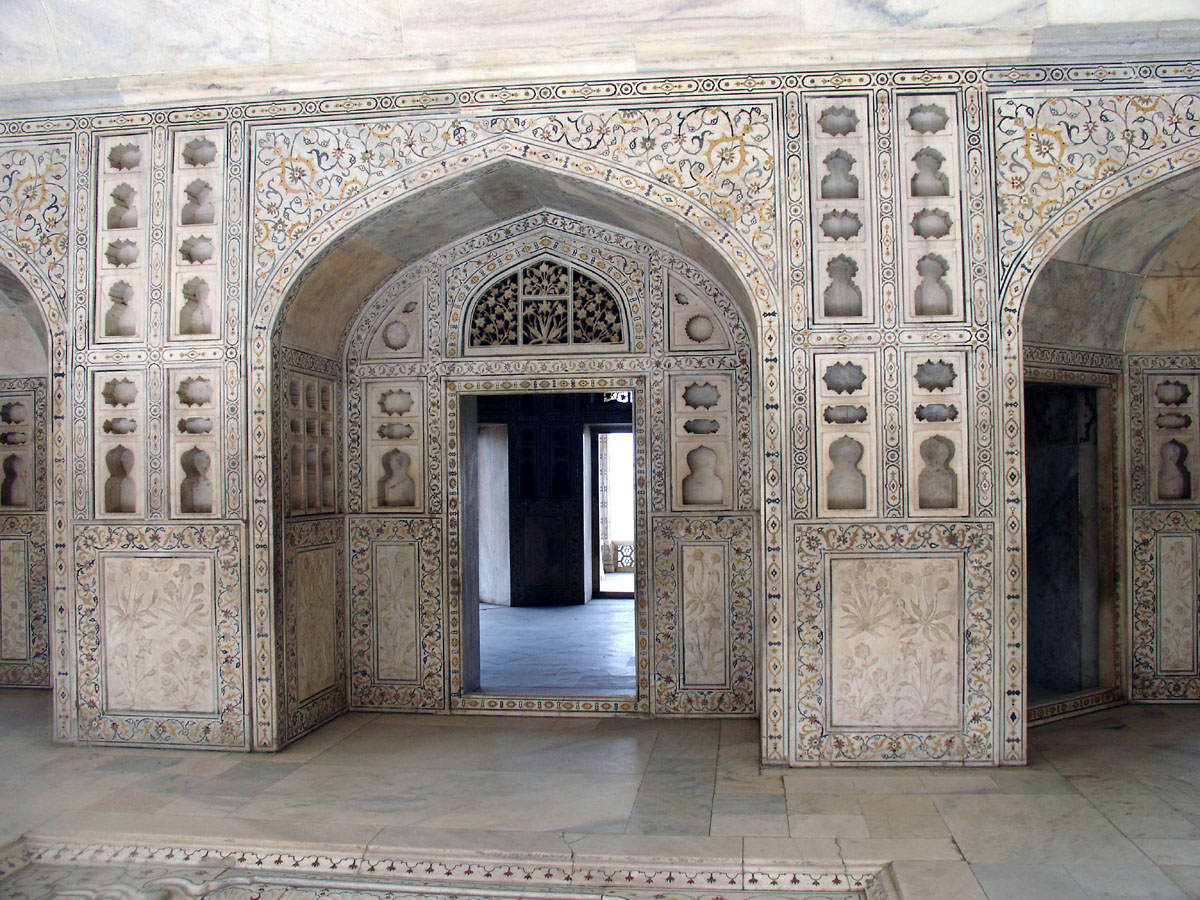
Particolare della decorazione del Diwan-i Khass

Un altro complesso molto importante all'interno del forte rosso dovuto al mecenatismo di Shah Jahan, il Diwan-i Khass o Khass Mahal, si affaccia sul fiume, circondato da altri edifici riconducibili allo stesso stile, definito come Bangla in quanto riportante talune caratteristiche dell'architettura del Bengala Occidentale e in particolare il tetto curvo. Questi due piccoli edifici sono stati utilizzati come finestra delle apparizioni per il sultano e sua figlia Jahanara. Ognuna di queste si trova accanto a una torre che serviva come angolo privato. Questi piccoli elementi sono rivestiti di chuna, molto simile marmo, e sono decorati con motivi a chînî khâna.
La costruzione del Forte di Agra venne terminata nel 1637, ma un piccolo ed elegante edificio in marmo, la Moschea della Perla, fu aggiunto nel 1654. La sala di preghiera presenta in facciata sette archi polilobati ed è sormontata da tre cupole a bulbo su tamburi, anziché da chatris.

### Il Taj Mahal

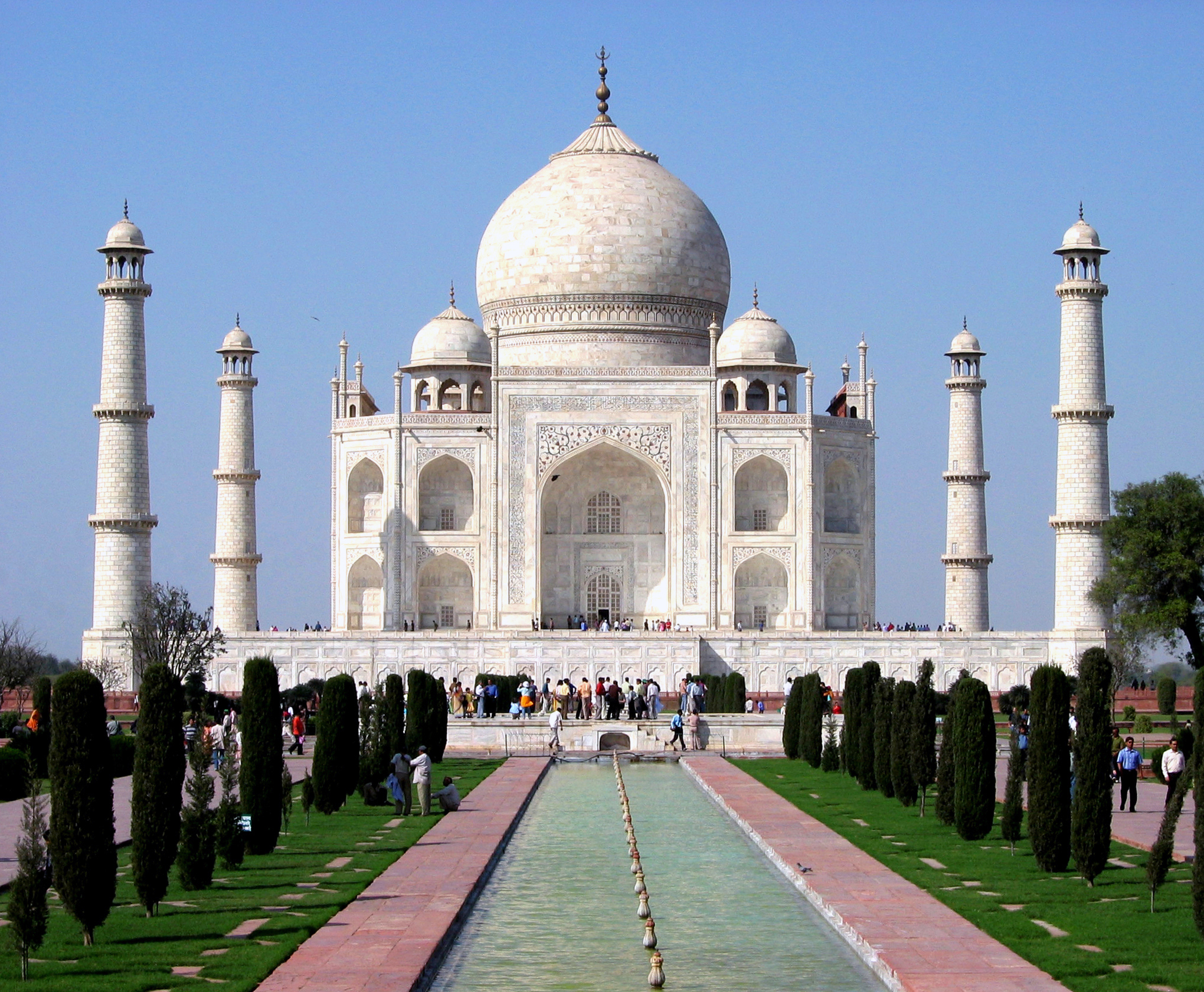
Il Taj Mahal.

Il Taj Mahal, anch'esso situato ad Agra, è senza dubbio l'edificio più famoso e di maggior successo del regno di Shah Jahan. Tomba costruita per Mumtaz Mahal, la moglie preferita del sultano, tra il 1631 e il 1647, costituisce un enorme complesso situato accanto allo Yamuna, e pone ancora oggi molti interrogativi non risolti.
Il complesso del Taj Mahal è diviso in tre parti, tre recinti situati su uno stesso asse: un Chahar Su (incrocio organizzato intorno a due assi perpendicolari) conduce – attraverso una porta monumentale – a un giardino in Chahar Bagh al fondo del quale si trova un secondo portale attraverso il quale si accede alla tomba vera e propria, costruita su una piattaforma. Tale tipologia organizzativa, che pone l'architettura nei pressi del fiume, in fondo al giardino e non più all'intersezione degli assi è piuttosto innovativa. 
Sull'altra sponda della Yamuna si trova un ulteriore complesso abbastanza enigmatico. Jean-Baptiste Tavernier, in viaggio per l'India durante il XVII secolo, scrisse che tale edificio era stato iniziato al fine di creare in marmo nero una controparte al Taj Mahal: tale ipotesi pare però completamente da scartare a giudizio dei ricercatori odierni. Secondo quanto riportato su un acquerello di provenienza britannica del XVIII secolo, il complesso avrebbe potuto specchiarsi su un grande bacino a forma di loto.

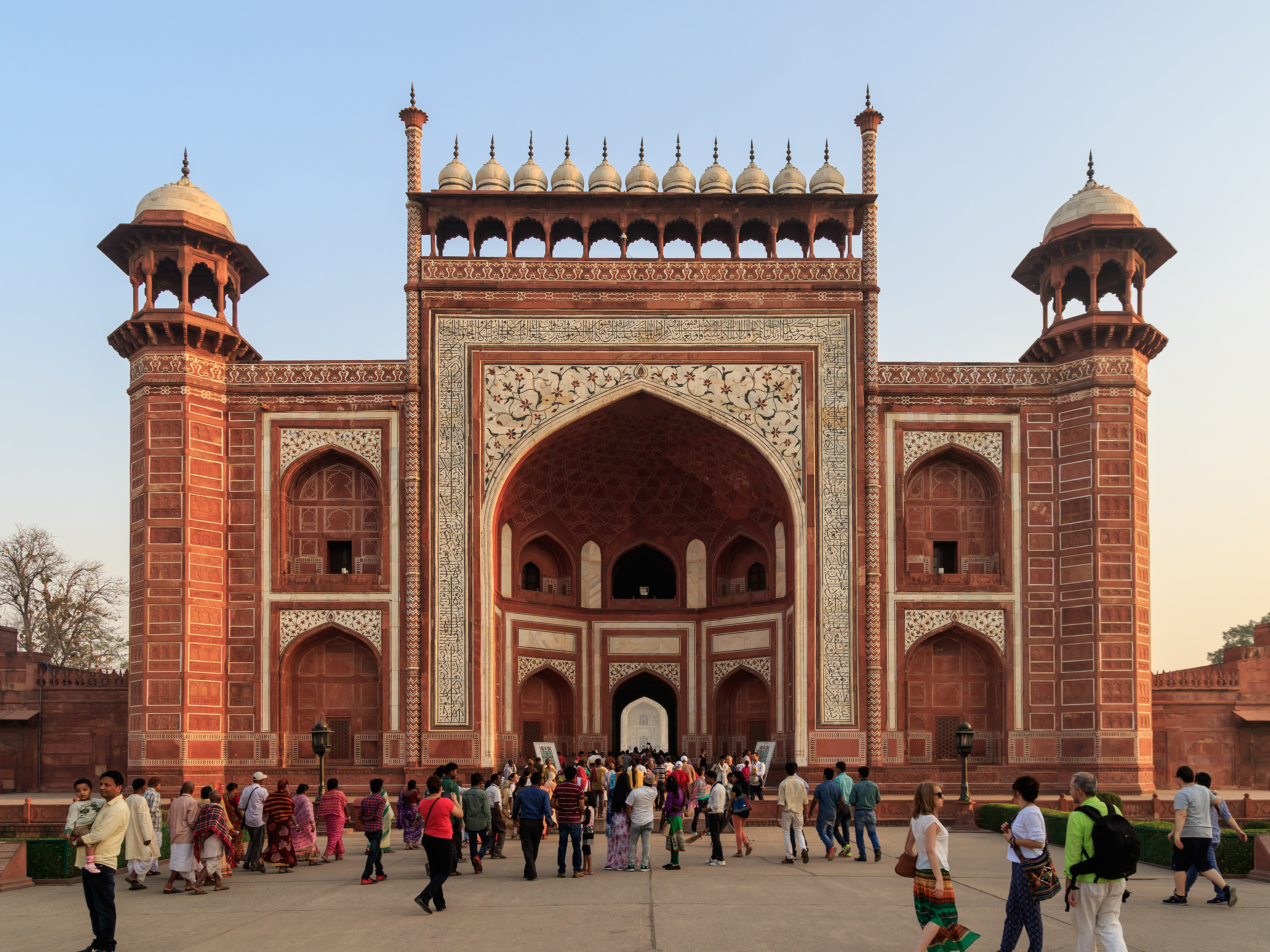
Portale d'accesso alla terza corte.

Il portale d'accesso verso la terza corte è realizzato in arenaria intarsiata di marmo e si compone secondo il medesimo schema che organizza la tomba, l'hasht bihisht. Si notano una forte simmetria assiale, rinforzata dalla presenza di due torrette d'angolo. Il Taj Mahal è inscritto nel profilo del portale. 
La tomba rappresenta il culmine di una tradizione sia in pianta che nell'elevazione e nelle decorazioni, dal momento che riprende la disposizione della tomba di Humayun a Delhi; allo stesso tempo, si presenta più proporzionato, mostrando cupole più bombate. I quattro minareti non sono più incollati alla costruzione come nei casi precedenti, ma svettano autonomi.

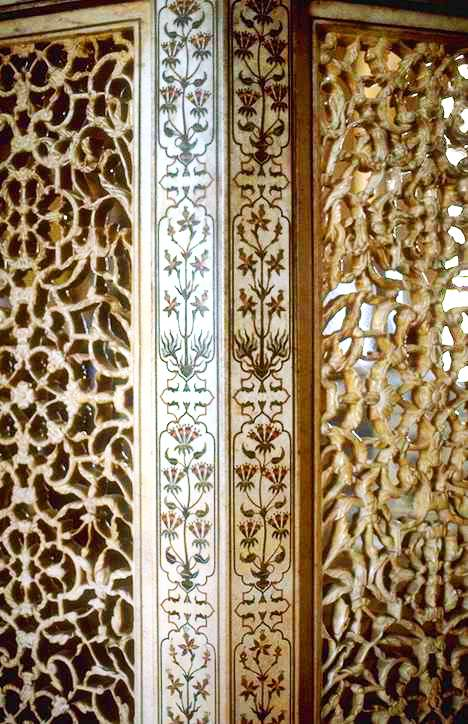
Jali con intarsi floreali.

L'intero edificio è in marmo, inclusa la piattaforma, che – decorata con nicchie – fa contrasto con i due elementi – la moschea e l'alloggio per i pellegrini – situati in basso, costruiti in arenaria e accessibili tramite una porta di marmo. Secondo il simbolismo indù, il bianco è di solito il colore riservato ai Bramini, mentre il rosso ai sovrani. Il materiale da costruzione,di ottima qualità, proviene dal Rajastan ed è di colore cangiante a seconda della luce del giorno. Come suprema sofisticatezza, i giunti sono stati realizzati in modo tale che il monumento appaia perfettamente liscio.
Dal punto di vista della decorazione, se ne possono notare diverse tipologie. Includono innanzitutto le citazioni coraniche su temi escatologici, con intarsi in nero, per lo più sui piccoli Iwan. Secondo alcuni ricercatori, il programma di iscrizioni potrebbe anche identificare il Taj Mahal stesso come il trono di Dio, posto all'interno giardini del Paradiso propri del giudizio finale. Ma è soprattutto la decorazione floreale intagliata e intarsiata che richiama l'attenzione per il suo naturalismo, ulteriormente accentuato all'interno. Le tipologie floreali raffigurate sono probabilmente derivate da erbari europei giunti in India attraverso il commercio: tali decorazioni sono presenti in tutta l'arte moghul dal 1620 circa. I Cenotafi, che probabilmente contengono le più belle decorazioni a intarsio dell'intero monumento (si contano 48 diverse varietà di pietre), sono circondati da uno jali ottagonale, che definisce lo spazio centrale.
La moschea, situata leggermente più in basso, è anch'essa decorata con marmi intarsiati e motivi floreali, nonché di chini khana. Tipico di Shah Jahan, le colonnette d'angolo presentano base a bulbo, mentre petali di fiori decorano la base delle cupole.

### Shahjahanabad

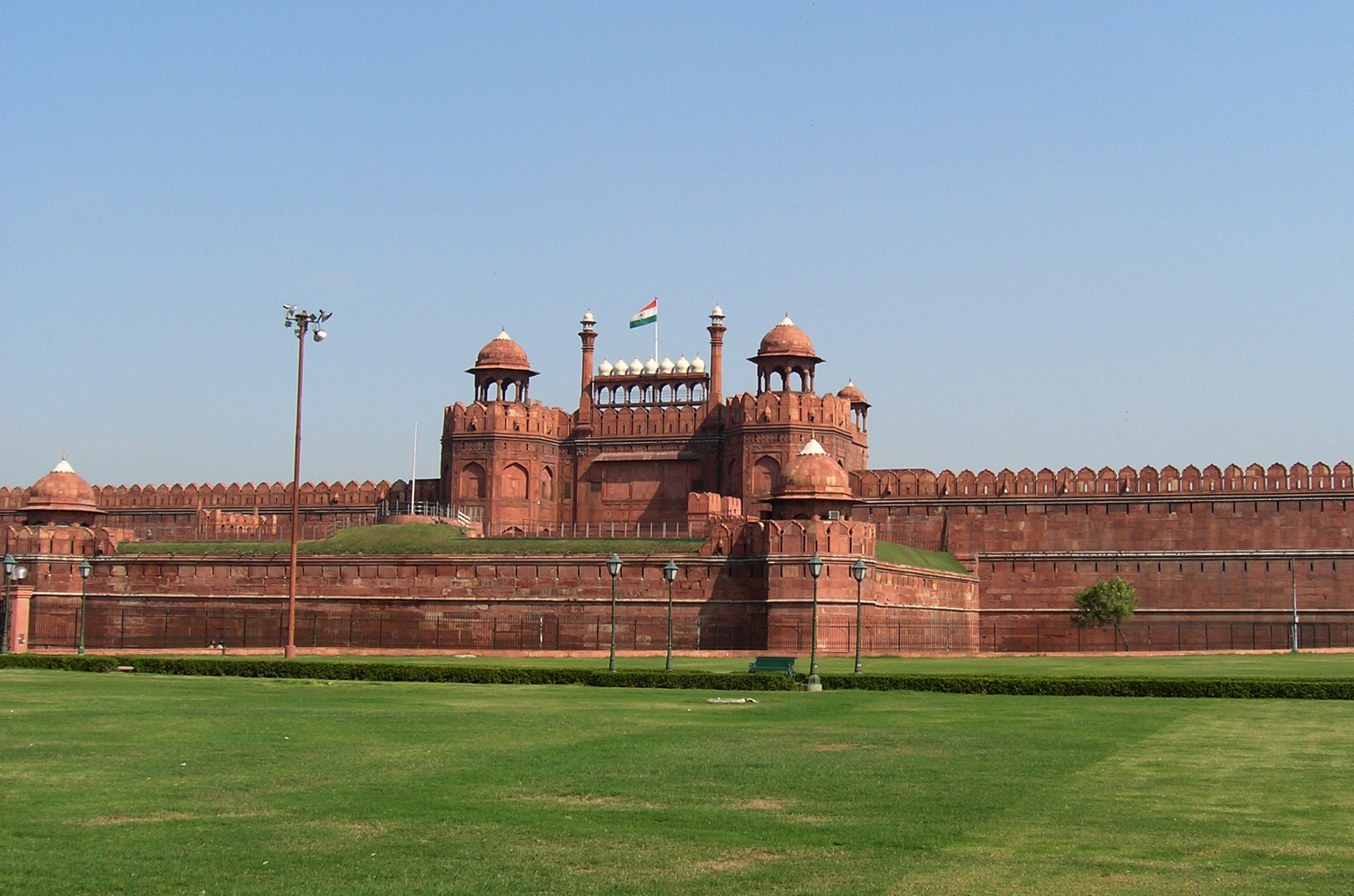
Le mura del Forte Rosso di Delhi.

Come Akbar, Shah Jahan fece costruire una città praticamente da zero presso Delhi. Sviluppatasi tra il 1639 e il 1648, Shahjahanabad si dispone come un semicerchio irregolare sulla sponda occidentale del fiume Yamuna, coprendo la maggior parte della città di Firuzbad, fondata nel XIV secolo.
L'architetto principale del complesso fu Lahawr Ahmad, che già aveva supervisionato i lavori del Taj Mahal. La città include ampie strade con canali, moschee, giardini, i bazar, i palazzi della nobiltà – organizzati intorno a giardini sui lotti distribuiti dall'Imperatore – e una cittadella, il Forte Rosso, così chiamato proprio a causa delle sue pareti di arenaria rossa.

#### Il forte rosso
Il Forte Rosso (Lal Qalʿa) è un edificio enorme (656 mx 328 m) costituito da una successione di cortili e giardini riforniti d'acqua tramite una deviazione della Yamuna.
Accessibile da due porte, la porta di Delhi, che conduce alla grande moschea, e quella di Lahore, con i vicoli dei bazar, il forte contiene numerosi corsi, tra cui quello delle pubbliche audizioni, al termine del quale si trova il Diwan-i ʿAmm. Questo conduce alla parte più privata del forte attraverso un giardino in Chahar Bagh, all'interno del quale si trovano, in particolare, il Diwan-i Khass, un hammam e una torre di apparizione.

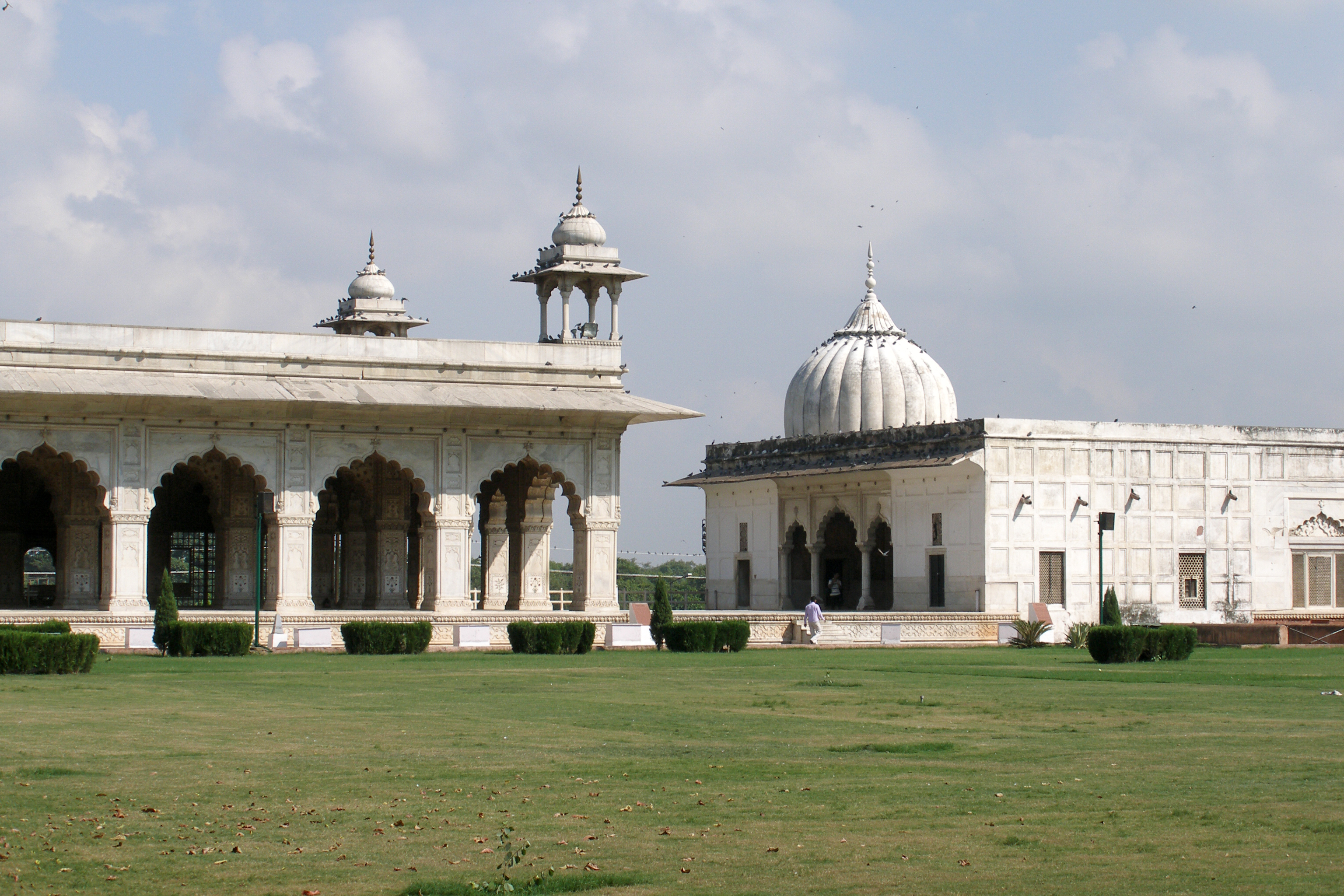
Il Diwan-i Khass del Forte Rosso di Delhi.

Il Diwan-i ʿAmm è molto simile a quello di Agra, con le sue colonne e con i suoi archi a nove lobi. Questo edificio a colonne di 57 metri per 21 è realizzato in arenaria rossa ricoperta di stucco, a imitazione del marmo. Include una tribuna di marmo destinata a ospitare il Trono del Pavone e che veniva usata come Jharokha. Coperta con un tetto di bangla e sostenuta da colonne con la base a bulbo, è decorata di elementi floreali scolpiti e di intarsi di pietre dure rappresentanti – oltre a fiori e uccelli – anche felini, il simbolo di Re Salomone, e una rappresentazione di Orfeo: ciò ben rappresenta l'importazione di queste tecniche dall'Europa, e in particolare da tavoli e mobili fiorentini.
Il Diwan-i Khass è un padiglione con colonne e archi polilobati, sormontato da quattro chatris e finemente decorato con sculture e intarsi. L'ornamento è molto pesante e carica di grande importanza l'elemento floreale. Anche nel hammam, la decorazione è realizzata in pietra dura intarsiata nel marmo.
L'acqua è un elemento molto importante per il Forte Rosso. Ottenutane il deflusso grazie alla deviazione della Yamuna, viene utilizzata per collegare gli edifici insieme attraverso canali, oltre a giocare talvolta un ruolo decorativo, come nello Shah burj, dove scorre su lastre di marmo sistemate in obliquo.

#### La grande moschea

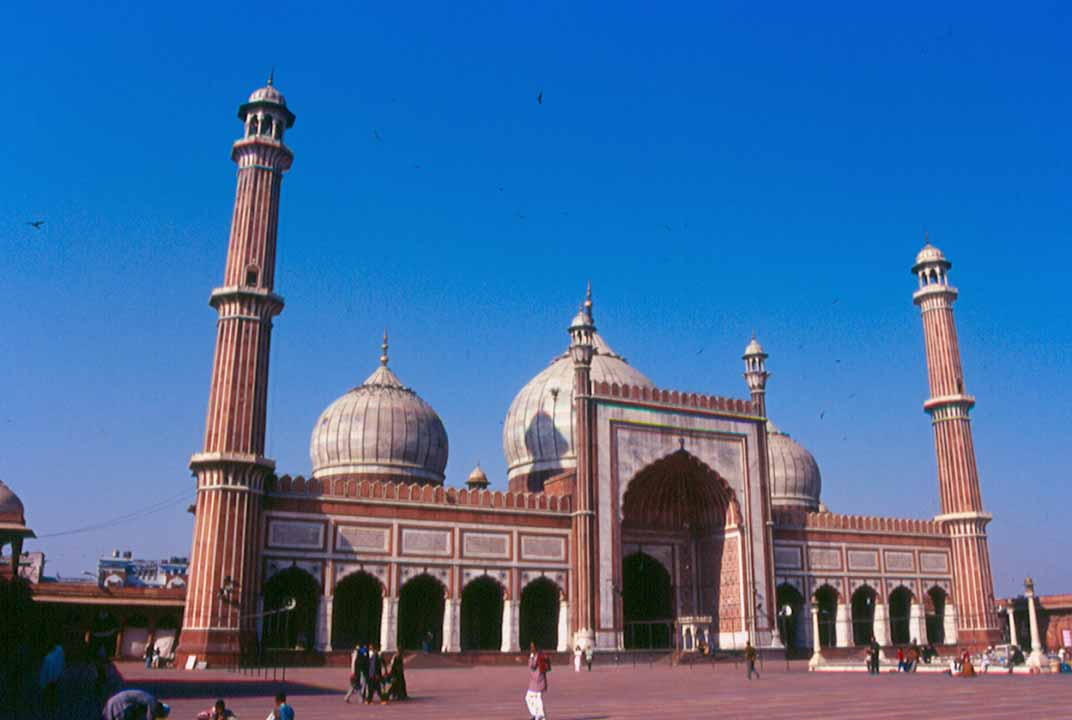
Facciata dell'haram della grande moschea di Delhi.

La Grande Moschea di Shahjahanabad, detta anche la Grande Moschea (Jama Masjid) di Delhi, è la più grande dell'India. Costruita tra il 1650 e il 1656, è rivestita di arenaria rossa. Distribuita secondo la pianta moghul si compone di un ampio cortile lastricato sulla quale si affacciano tre alte porte, una su ogni lato. L'haram si apre con una facciata formata da un pishtak accostato da esili colonne e sovrastato da chatris. È affiancato da due esili minareti sormontati da chatris e coperto da tre cupole a bulbo dall'alto tamburo. All'interno, mentre il minbar è piuttosto piccolo, il miḥrāb raggiunge dimensioni enormi.

### Altre città

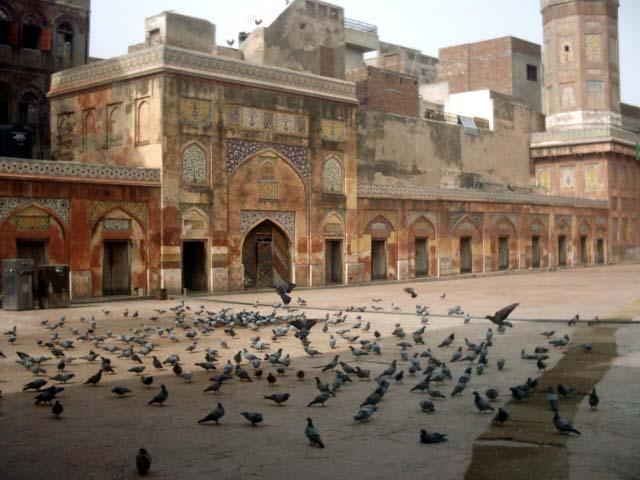
Uno degli ingressi della moschea di Wazir Khan visto dalla corte.

Altri edifici, legati direttamente al patrocinio di Shah Jahan o a quello dei suoi ministri e dignitari, sono stati costruiti nelle grandi città dell'impero. Così, Wazir Khan fece costruire una moschea tra il 1634 e il 1635 nella città di Lahore, lasciando legata a essa il proprio nome. Costruita con pianta moghul, presenta quattro minareti ottagonali agli angoli della grande corte a portico lastricata (51 per 39 metri). La sala di preghiera è aperta da un portico monumentale ed è coperta con cinque cupole. Si rileva l'uso di materiali specifici per l'area: mattoni, ceramica smaltata, stucco.
Oltre alla moschea, Shah Jahan commissionò numerosi bazar, caravanserragli, padiglioni, ecc. Fu anche appassionato di giardini, e ne fece realizzare a Srinagar, Lahore e Delhi: tutti e tre presero il nome di Shalimar Bagh.

## Il regno di Aurangzeb
La forte religiosità di Aurangzeb lo spinse a costruire numerose moschee, come quella della perla (detta Moti Masjid) a Delhi, che riprendeva la moschea di Najin costruita da Shah Jahan ad Agra, con una navata centrale coperta in bangla e la facciata ricurva al centro. Di piccole dimensioni, è tutta in marmo e mostra una decorazione floreale molto più abbondante e rigogliosa rispetto all'epoca di Shah Jahan.

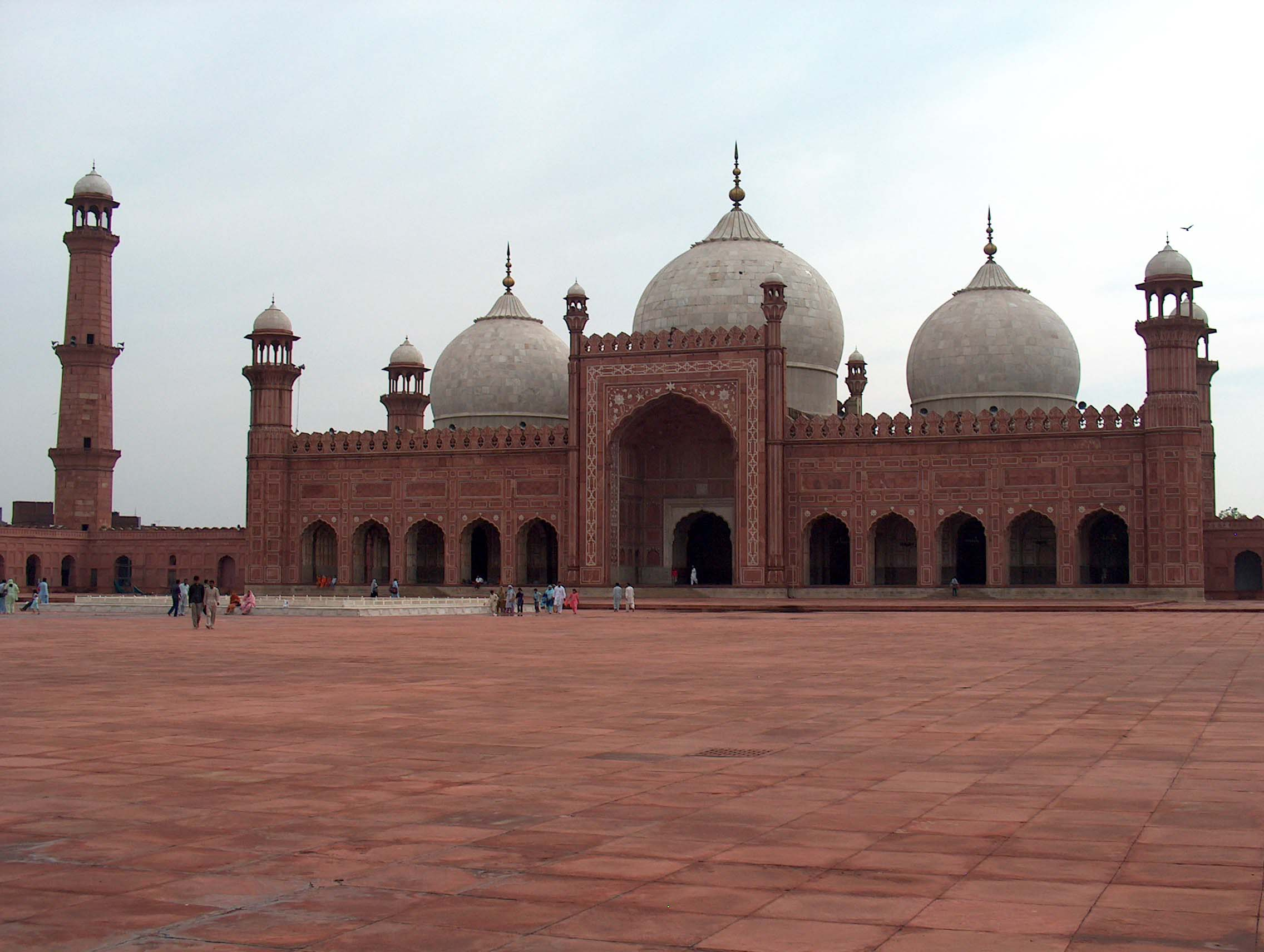
Sala della preghiera della moschea Badshahi.

A Lahore, Aurangzeb comandò la realizzazione di diversi edifici civili, come ad esempio il cancello del forte, ma anche la moschea Badshahi, diretta da suo fratello adottivo, Fida'i Khan Koka, nel periodo 1673-1674. Rialzata rispetto alla città, contiene quattro minareti agli angoli del cortile, mentre altri quattro minori che limitano l'haram, culminati da chatris. A differenza della moschea di Wazir Khan, è costruita in arenaria intarsiata con marmi, e non secondo i canoni tipici della regione. Il colore contrasta con quello delle cupole, esse invece interamente in marmo. Nonostante le importanti dimensioni, le proporzioni riescono a conferire grande leggerezza, in particolare attraverso gli archi leggermente polilobati.
Si deve inoltre ad Aurangzeb il mausoleo voluto per la moglie a Aurangabad. Questo è stato costruito sullo stesso principio su cui si sviluppa il Taj Mahal: un edificio a cupola su una piattaforma circondato da quattro minareti staccati dall'edificio principale. Ma le proporzioni dell'edificio, più goffe, rendono troppo esile l'immagine del complesso e segnano in un certo qual modo l'inizio del declino dell'architettura Moghul.

## L'architettura moghul durante il XVIII e XIX secolo
Durante il XVIII secolo, il patrocinio delle opere di architettura diventa indipendente dalla corte imperiale: i committenti diventano soprattutto i dirigenti locali, invidiosi del potere centralizzato dei Moghul, che acquistano immobili per proprio conto, e copiano il grande stile Moghul. Il più importante e rappresentativo edificio costruito in questo periodo è probabilmente il mausoleo di Safdarjung, costruito a Delhi nel 1753-1754. Ultimo edificio a seguire lo schema planimetrico hasht bihisht, è modellato sull'esempio della Tomba di Humayun, ma ne cambia radicalmente le proporzioni, ponendo maggior accento sulla verticalità.
Per quanto concerne il XIX secolo, è soprattutto in Lucknow che si nota ancora una grande attività architettonica. La sua grande moschea è decorata con un mosaico di piccoli specchi, secondo una tecnica inventata sotto Shah Jahan e ampiamente usata nell'architettura tarda e Rajput, denominata Shish Mahal.